# Euliroetis lameyi
Euliroetis lameyi es una especie de insecto coleóptero de la familia Chrysomelidae.
Fue descrita científicamente en 1929 por Laboissiere.